# Junior-VM i håndbold (mænd)
Juniorverdensmesterskabet i håndbold for mænd er verdensmesterskabet i håndbold for U.21-herrelandshold. Mesterskabet arrangeres af IHF og er afholdt hvert andet år siden 1977.
De hidtil afholdte mesterskaber har været domineret af Sovjetunionen og Rusland (7 titler tilsammen), Jugoslavien (3 titler), Danmark (3 titler) og Sverige (2 titler). Danmark har vundet junior-VM tre gange (i 1997, 1999 og 2005) og har derudover fire anden- og to tredjepladser.

## Turneringer
| VM   | Værtsland(e)           | Guld                                                     | Sølv                                                     | Bronze                                                   | Hold                                                     | Danmarks plac.                                           | Eksternt link |
| ---- | ---------------------- | -------------------------------------------------------- | -------------------------------------------------------- | -------------------------------------------------------- | -------------------------------------------------------- | -------------------------------------------------------- | ------------- |
| 1977 | Sverige                | Sovjetunionen                                            | Ungarn                                                   | Jugoslavien                                              | 21                                                       | Nr. 8                                                    | Detaljer      |
| 1979 | Sverige og Danmark     | Sovjetunionen                                            | Jugoslavien                                              | Sverige                                                  | 23                                                       | Nr. 4                                                    | Detaljer      |
| 1981 | Portugal               | Jugoslavien                                              | Sovjetunionen                                            | Tjekkoslovakiet                                          | 16                                                       | Nr. 7                                                    | Detaljer      |
| 1983 | Finland                | Sovjetunionen                                            | Vesttyskland                                             | Danmark                                                  | 16                                                       | Nr. 3                                                    | Detaljer      |
| 1985 | Italien                | Sovjetunionen                                            | Sverige                                                  | Jugoslavien                                              | 16                                                       | Nr. 7                                                    | Detaljer      |
| 1987 | Jugoslavien            | Jugoslavien                                              | Spanien                                                  | Sovjetunionen                                            | 16                                                       | Nr. 9                                                    | Detaljer      |
| 1989 | Spanien                | Sovjetunionen                                            | Spanien                                                  | Jugoslavien                                              | 16                                                       | Ikke kvalificeret                                        | Detaljer      |
| 1991 | Grækenland             | Jugoslavien                                              | Sverige                                                  | Sovjetunionen                                            | 16                                                       | Nr. 7                                                    | Detaljer      |
| 1993 | Egypten                | Egypten                                                  | Danmark                                                  | Island                                                   | 16                                                       | Nr. 2                                                    | Detaljer      |
| 1995 | Argentina              | Rusland                                                  | Spanien                                                  | Portugal                                                 | 20                                                       | Nr. 9                                                    | Detaljer      |
| 1997 | Tyrkiet                | Danmark                                                  | Ukraine                                                  | Frankrig                                                 | 20                                                       | Nr. 1                                                    | Detaljer      |
| 1999 | Qatar                  | Danmark                                                  | Sverige                                                  | Egypten                                                  | 17                                                       | Nr. 1                                                    | Detaljer      |
| 2001 | Schweiz                | Rusland                                                  | Spanien                                                  | Sverige                                                  | 20                                                       | Nr. 6                                                    | Detaljer      |
| 2003 | Brasilien              | Sverige                                                  | Danmark                                                  | Slovenien                                                | 20                                                       | Nr. 2                                                    | Detaljer      |
| 2005 | Ungarn                 | Danmark                                                  | Serbien-Mont.                                            | Ungarn                                                   | 20                                                       | Nr. 1                                                    | Detaljer      |
| 2007 | Makedonien             | Sverige                                                  | Tyskland                                                 | Danmark                                                  | 20                                                       | Nr. 3                                                    | Detaljer      |
| 2009 | Egypten                | Tyskland                                                 | Danmark                                                  | Slovenien                                                | 24                                                       | Nr. 2                                                    | Detaljer      |
| 2011 | Grækenland             | Tyskland                                                 | Danmark                                                  | Tunesien                                                 | 24                                                       | Nr. 2                                                    | Detaljer      |
| 2013 | Bosnien-Hercegovina    | Sverige                                                  | Spanien                                                  | Frankrig                                                 | 24                                                       | Nr. 13                                                   |               |
| 2015 | Brasilien              | Frankrig                                                 | Danmark                                                  | Tyskland                                                 | 24                                                       | Nr. 2                                                    |               |
| 2017 | Algeriet               | Spanien                                                  | Danmark                                                  | Frankrig                                                 | 24                                                       | Nr. 2                                                    |               |
| 2019 | Spanien                | Frankrig                                                 | Kroatien                                                 | Egypten                                                  | 24                                                       | Nr. 5                                                    |               |
| 2021 | Ungarn                 | Ingen turnering i 2020 på grund af coronaviruspandemien. | Ingen turnering i 2020 på grund af coronaviruspandemien. | Ingen turnering i 2020 på grund af coronaviruspandemien. | Ingen turnering i 2020 på grund af coronaviruspandemien. | Ingen turnering i 2020 på grund af coronaviruspandemien. |               |
| 2023 | Tyskland og Grækenland | Tyskland                                                 | Ungarn                                                   | Island                                                   | 32                                                       | Nr. 5                                                    |               |